# محمدجواد حجتی کرمانی
محمد جواد حجتی کرمانی (زادهٔ ۱۳۱۱ در کرمان)، از روحانیون سیاسی، بخصوص در دههٔ نخست پس از انقلاب ایران (۱۳۵۷) است که سوابق طولانی در مبارزه با حکومت پهلوی دارد. او از شاگردان برجستهٔ خمینی و منتظری محسوب می‌شد. وی اولین امام جمعهٔ شهر کرمان پس از انقلاب بود و در چند دوره به نمایندگی مجلس شورای اسلامی و مجلس خبرگان رهبری رسید. وی در انتخابات میاندوره‌ای مجلس خبرگان رهبری در سال ۱۳۹۸ رد صلاحیت شد.

## زندگی
«شیخ محمد جواد حجتی کرمانی» در سال ۱۳۱۱ خورشیدی در یکی از محلات قدیمی شهر کرمان و در یک خانوادهٔ روحانی متولد گردید. وی نخستین فرزند عبدالحسین حجتی کرمانی بود که جدیدالاسلام محسوب می‌شد، یعنی در یک خانوادهٔ زرتشتی و از پدران و اجدادی که همگی جزو موبدان زرتشتی بودند. وی به دین اسلام و مذهب تشیع علاقمند شده و ضمن گرویدن به این دین و مذهب، به کسوت روحانیان شیعه نیز ملبس شد.
«حاج میرزاعبدالحسین حجتی کرمانی» به واسطه شهرت به زهد در کرمان به «سلمان زمان» اشتهار داشت لذا فرزندش محمدجواد حجتی نیز رو به کسوت روحانیت آورد. او سال‌ها در کرمان علاوه بر درس خواندن نزد پدرش از نزد دیگر علمای مشهور کرمان همچون حاج شیخ علی اصغر صالحی کرمانی و حاج میرزاعلی مهرابی تحصیل کرد و سپس به قم رفت. در آنجا در جلسات درس مدرسین حوزه علمیه مانند بروجردی، خمینی، طباطبائی و منتظری شرکت کرد. وی بواسطهٔ مبارزه با حکومت شاه، بیشترِ ایام زندگی تا قبل از انقلاب ایران (۱۳۵۷) را در زندان و تبعید گذراند.

## زندگی سیاسی
محمد جواد حجتی کرمانی در اوان جوانی با عضویت در کانون قیام به محوریت سید محمد خلیل قوام که روحانی اهل شهداد بود، با اندیشه‌های سیاسی آشنا شد. او پس از کودتای ۲۸ مرداد ۱۳۳۲ و ورود به حوزه علمیه قم، رویدادهای سیاسی ایران را درک کرده و به صورت فعال دنبال کرده‌است.
او با شخصیت‌هایی چون بروجردی، خمینی، نواب صفوی، سیدمحمود طالقانی از نزدیک آشنایی و مراوده داشته‌است. اولین ملاقات او با طالقانی به دادگاه او بر می‌گردد. پس از پایان دادگاه او را ملاقات و کتاب «جلوهٔ مسیح» را به او تقدیم می‌کند. بر اساس روایت او، طالقانی در تمام طول دادگاه سکوت کرده بود و می‌گفت دادگاه را به رسمیت نمی‌شناسد. او پس از پایان دادگاه تنها یک جمله را با صدای بلند گفت: «این دادگاه اسرائیلی است!» محمد جواد حجتی کرمانی به جز دیدار مختصری که در دادگاه نظامی با طالقانی و مهدی بازرگان و یارانشان داشته، در زمستان سال ۱۳۴۳ پس از انتقال از قزل‌قلعه به زندان شماره ۴ با طالقانی، بازرگان، یدالله سحابی و عزت‌الله سحابی هم‌اتاق می‌شود. این دورهٔ زندان پس از قتل حسنعلی منصور توسط محمد بخارایی و دستگیری اعضای حزب مؤتلفه اسلامی بوده‌است که طی آن ۱۳ تن روحانی از جمله محمدمهدی ربانی املشی، احمد کافی، مروارید، واعظی تبریزی، سیدقاسم شجاعی، مرتضی فهیم کرمانی به خاطر سخنرانی‌های ضدرژیم و طرفداری از خمینی به دادگاه فراخوانده و محکوم شدند. وی پس از طی کردن دوره محکومیت در بهار سال ۴۴ آزاد شد. بار دیگر در پاییز همان سال، به خاطر عضویت در حزب مسلح مخفی «ملل اسلامی» دستگیر و تا سال ۵۴ در زندان بسر برد که این دوره زندان را نیز در سال ۱۳۴۶ با نامبردگان گذرانده‌است.
وی با دریافت نامه‌ای از سید محمد حسین طباطبایی توسط برادرش علی حجتی کرمانی، به توصیه وی اقدام به ترجمه سه جلد از تفسیرالمیزان در زندان می‌کند.
وی در جریان مبارزات انقلابیون و به ویژه کرمانی‌ها در سال‌های ۱۳۵۶ و ۱۳۵۷ از فعالان و لیدرهای مبارزات و حرکات مردمی به‌شمار می‌رفت و پس از پیروزی انقلاب ایران (۱۳۵۷) نیز به عنوان اولین امام جمعه کرمان منصوب گردید. وی در سال ۱۳۵۸ به عنوان نماینده مردم کرمان به مجلس خبرگان قانون اساسی و در همان سال از طرف مردم تهران به مجلس شورای اسلامی راه یافت. او در سال ۱۳۶۹ نیز از سوی مردم کرمان به عنوان نماینده در مجلس خبرگان رهبری برگزیده شد.
«محمد حجتی کرمانی». بایگانی‌شده از اصلی در ۲۴ سپتامبر ۲۰۱۵. دریافت‌شده در ۶ سپتامبر ۲۰۱۵. دربارهٔ برادر خود در دوران مبارزه با رژیم پهلوی می‌گوید: «آن موقع ما با محمدجواد باهنر در دروازه دولاب در یک خانه می‌نشستیم. پس از دستگیری برادرم در سال ۱۳۴۴، ما به ملاقات ایشان می‌رفتیم. همزمان احمد رضائی به ملاقات سیدمحمود طالقانی و مهندس بازرگان و بقیه می‌آمد و با او آشنا شدیم. ساواک روی منسوبین زندانیان، حساس بود و تعقیب می‌کرد تا ببیند آنها کجا می‌روند و چه کار می‌کنند. مخصوصاً ساواک روی کوه‌رفتن بعضی‌ها حساس بود و می‌خواست بداند که اینها کوه که می‌روند چه می‌کنند. ما با دوستان جلساتی داشتیم و کوه می‌رفتیم. در آن ایام، کوه برای مبارزان سیاسی فضای خوبی بود، چون هم می‌توانستند با خیال راحت با هم گفتگو و بحث کنند و هم در هوای آزاد نفسی بکشند و جسم و ذهنشان را ورزیده کنند. ما که به دیدن برادرم می‌رفتیم، احمدمنصوری هم برای دیدن برادرش جواد منصوری می‌آمد. آن موقع بند تازه‌ای را در زندان قصر می‌ساختند. احمدمنصوری به من گفت: «ببین! دارند برای ما جا تهیه می‌کنند.» احمد را زودتر از من گرفتند و اتفاقاً وقتی من به این زندان منتقل شدم، دیدم او را به آن ساختمان نوساز برده‌اند و مرا هم به همان‌جا بردند!»
حجتی کرمانی در حوادث منجر به پیروزی انقلاب ۱۳۵۷ نقشی تأثیرگذار داشت. او در چهلم مصطفی خمینی در سال ۱۳۵۶ با ربانی شیرازی، صادق خلخالی و عده‌ای دیگر در منزل ربانی جلسه‌ای تشکیل می‌دهد و تصمیم بر این می‌شود که که به ممنوعیت بردن نام خمینی توجهی نکنند و اسم او را در مراسم چهلم مطرح کنند. در چهلم مصطفی خمینی، محمد جواد حجتی کرمانی و خلخالی و ربانی املشی سخنرانی کردند.
او قطعنامه‌ای در چهارده ماده تنظیم و در مراسم چهلم مصطفی خمینی در مسجد اعظم قم قرائت کرد. در این قطعنامه درخواست‌هایی مطرح و تأیید حضار با فریادهای «صحیح است، صحیح است» گرفته شد؛ این خواست‌ها شامل بازگشت سریع خمینی، قطع رابطه با اسرائیل، انحلال سازمان امنیت و بندهای دیگری بود؛ صحنه‌گردانی در این مجلس و خواندن قطعنامه پایانی منجر به تبعید محمد جواد حجتی کرمانی شد. در تبعید به ایرانشهر مدتی با سیدعلی خامنه‌ای بوده‌است و سپس به سنندج تبعید می‌شود.
در روز ۲۴ آذر ۱۳۵۷ در مسجد امام (مسجد ملک سابق) کرمان اجتماع عظیمی با حضور محمدجواد حجتی کرمانی برپا شد و پس از آن راهپیمایی مردم با مخالفت و خشونت مأمورین روبرو شد و در این درگیری «فرامرز دادبین»، «غلامحسین مهدوی» و «سید حسین حسینی» کشته و شماری هم زخمی شدند.

## آثار
حجتی کرمانی به عنوان نویسنده با قلمی روان شناخته شده که در مسایل روز مملکت اعم از سیاسی و فرهنگی و اجتماعی در مطبوعات مختلف از جمله روزنامه اطلاعات مقالاتی نوشته‌است. مقالات مطبوعاتی او شامل «کوتاه و گویا» یا سلسله مقالات تحت عنوان «همراه با محرمان خلوت انس با قرآن» می‌باشد. وی همچنین آثار دیگری به صورت کتاب چاپ نموده‌است که می‌توان به نمونه‌های ذیل اشاره کرد:
1. جلوه مسیح
2. روابط اجتماعی در اسلام
3. اسرار سقیفه
4. مرزهای ایدئولوژیک
5. از آتشکده تا مسجد (این مجموعه را در مورد پدرش حاج میرزا عبدالحسین حجتی کرمانی و موضوع گرویدن وی از آیین زرتشت به اسلام و تشیع به رشته تحریر درآورده‌است)
6. حسین ابن علی حماسه تاریخ
7. از خرداد تا خرداد (ارتش بیست میلیونی چه گفت؟)
8. تساهل و تسامح (مناظره با مصباح یزدی در موضوع خشونت و مدارا در حکومت اسلامی)
9. نامه سرگشاده به مصباح یزدی (این نامه صریح و انتقادی - در انتقاد به عملکردآیت الله مصباح یزدی در حمایت اولیه بی حد و حصر از احمدی‌نژاد و سپس انحرافی قلمداد کردن اطرافیان وی،  مورد توجه رسانه‌ها قرار گرفت)
10. ترجمه تفسیر المیزان (سه جلد)
11. عشق و تلاش: خاطرات محمدجواد حجتی کرمانی - نشر عروج، ۱۳۹۵.
12. آموزه های راشد، عطر زندان: یادداشت های محمد جواد حجتی کرمانی در زندان - نشر اطلاعات، ۱۴۰۱.